# 乡间圣母圣殿 (维罗纳)
乡间圣母圣殿（chiesa della Madonna di Campagna）又名和平之后堂（chiesa di Santa Maria della Pace）是天主教维罗纳教区东北总铎区的一个堂区教堂，位于维罗纳的San Michele Extra区。该堂建于1559-1589年，建筑师米歇尔·桑米切利。1987年10月17日，升格为宗座圣殿。

## 历史
1517年，威尼斯共和国下令拆除维罗纳城墙一公里范围内的所有建筑；拆除后幸存下来的只有一面墙，墙上绘有壁画“圣母与圣子，在圣巴尔多禄茂和安多尼院长之间”，这幅画像成为人们崇拜的对象。.主教阿戈斯蒂诺·利波马诺考虑到这幅壁画对维罗纳社区的价值，委托建筑师米歇尔·桑米切利设计一座教堂来保存圣像。教堂的建造始于1559年，也就是这位著名建筑师去世的那一年，于1589年完工。
这座建筑在1633年和1903年遭受地震破坏后进行了修复，在1931年和1932年之间扩建成了现在的样子。1932年9月17日，教堂再次祝圣。

## 建筑
教堂外部呈圆形，没有主立面。 教堂的三个入口前设有门廊，采用托斯卡纳柱式。 建筑师桑米切利的灵感来自古罗马神庙，例如罗马的灶神庙和蒂沃利的西比拉神庙。
教堂外部呈圆形，但是内部却呈八角形， 为希腊十字平面.然而，中心布局有一条主轴，通往位于建筑东侧的祭衣间，侧面设有半圆形后殿。